# Tots els germans eren valents
 Tots els germans eren valents  (original: All the Brothers were Valiant) és una pel·lícula americana dirigida per Richard Thorpe el 1953, produïda per la Metro-Goldwyn-Mayer i doblada al català.

## Argument
El 1857, el «Nathan Ross», un veler comercial, torna a New Bedford d'una expedició a la Polinèsia, sense el seu capità, Mark Shore, desaparegut allà. El seu germà Joël, desitja anar-hi al més aviat possible amb l'esperança de trobar-lo. Però abans, es casa amb la seva promesa, Priscilla Holt, i el porta amb ell. Quan el vaixell aborda una illa, Mark reapareix.

## Crítica
Tots els germans eren valents  és una joia del gènere, magníficament dirigida per Richard Thorpe, al qual es deu també Ivanhoe o El Presoner de Zenda. Els dos actors principals són Robert Taylor i Stewart Granger (que es trobaran poc després a The Last Hunt de Richard Brooks, i la música de Miklós Rózsa reforça el caràcter èpic de la pel·lícula.

## Repartiment
- Robert Taylor: Joel Shore
- Stewart Granger: Mark Shore
- Ann Blyth: Patricia Holt
- Lewis Stone: El capità Holt
- Betta St John: La Vahiné
- Keenan Wynn: Silva
- James Whitmore: Fetcher
- Kurt Kasznar: Quint
- John Lupton: Dick Morrell
- Robert Burton: Asa Whorten
- Peter Whitney: James Finch
- Michael Pate: Varde

## Premis i nominacions

### Nominacions
- 1954. Oscar a la millor fotografia per George J. Folsey